# 勒图尔
勒图尔（法語：Le Thour，法語發音：[lə tuʁ]）是法国阿登省的一个市镇，属于勒泰勒区。

## 地理
勒图尔（49°32'21"N, 4°5'22"E）面积16.62 平方千米，位于法国大東部大區阿登省，该省份为法国北部内陆省份，西接埃纳省，南至马恩省，东临默兹省，北与比利时接壤。
与勒图尔接壤的市镇（或旧市镇、城区）包括：洛尔、尼济勒孔特、巴诺涅-勒库夫朗斯、圣日耳曼蒙、小圣康坦。

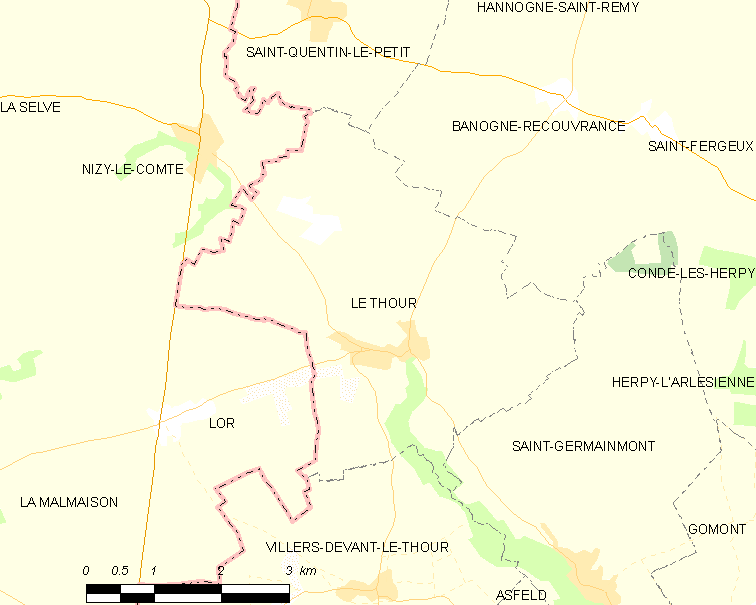
勒图尔的OSM定位图

勒图尔的时区为UTC+01:00、UTC+02:00（夏令时）。

## 行政
勒图尔的邮政编码为08190，INSEE市镇编码为08451。

## 政治
勒图尔所属的省级选区为波尔西安堡县。

## 人口

1962-2008年间勒图尔人口变化图示

勒图尔于2022年1月1日时的人口数量为363人。